# Amania quadrispinosa
Amania quadrispinosa är en insektsart som beskrevs av Van Stalle 1984. Amania quadrispinosa ingår i släktet Amania och familjen Derbidae. Inga underarter finns listade i Catalogue of Life.